# Kruszyniany
Kruszyniany is een dorp in de Poolse woiwodschap Podlachië. De plaats maakt deel uit van de gemeente Krynki en telt 160 inwoners.
Kruszyniany was in het verleden een dorp van Lipka-Tataren. Tegenwoordig vormen zij een minderheid van de bevolking. De Lipka-Tataren zijn islamitisch; in het dorp staat een 18e-eeuwse houten moskee.

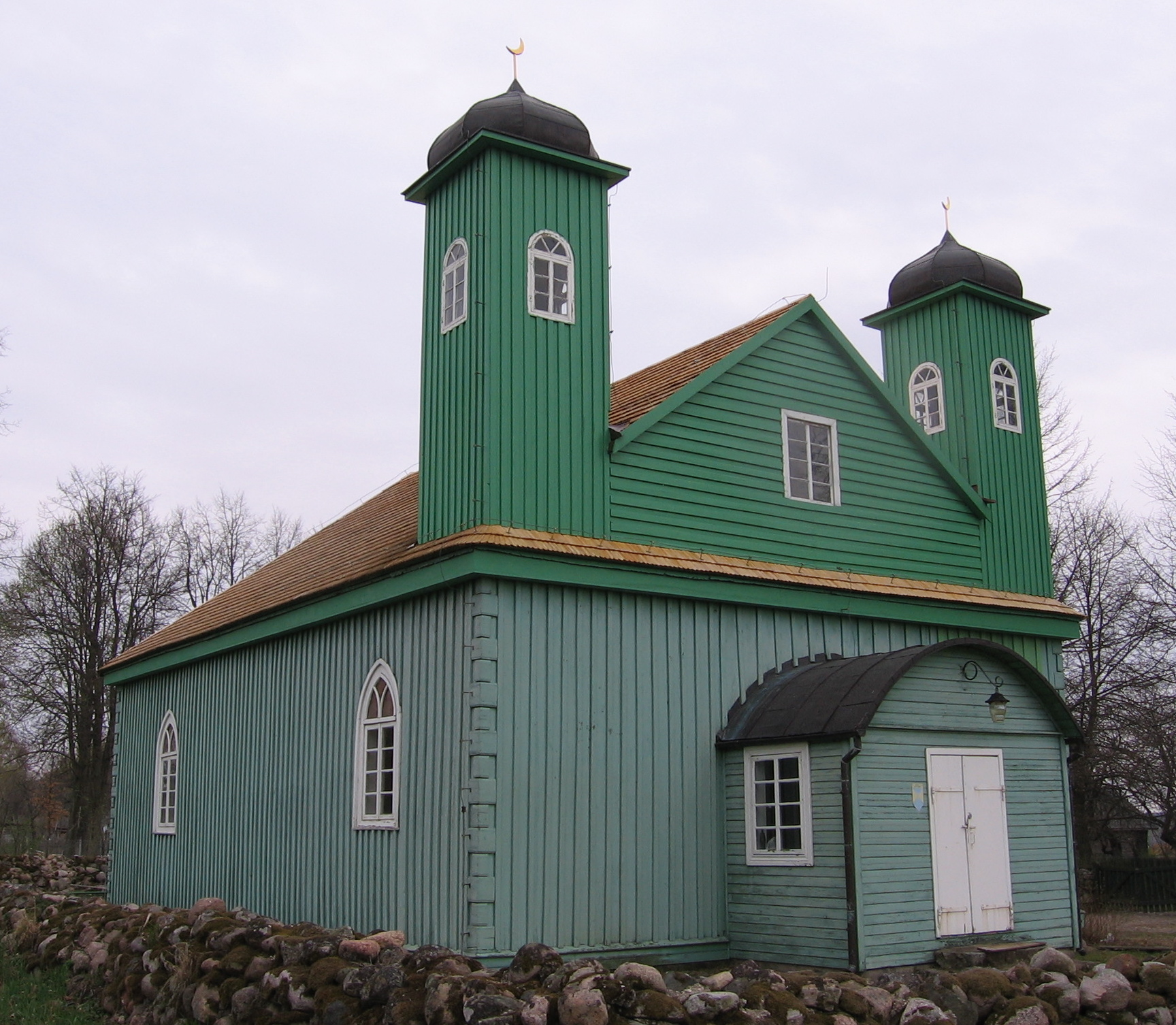
Moskee